# Keith Tower
Keith Raymond Tower (Libby, 15 maggio 1970) è un ex cestista statunitense, professionista nella NBA, in Argentina, Giappone, Polonia e Spagna.

## Statistiche

### College
| Anno      | Squadra             | PG  | PT | MP   | TC%  | 3P% | TL%  | RP  | AP  | PRP | SP  | PP  |
| --------- | ------------------- | --- | -- | ---- | ---- | --- | ---- | --- | --- | --- | --- | --- |
| 1988-1989 | Notre Dame F. Irish | 29  | 5  | 11,3 | 56,0 | -   | 45,5 | 2,8 | 0,3 | 0,1 | 0,6 | 2,4 |
| 1989-1990 | Notre Dame F. Irish | 25  | -  | 11,0 | 31,1 | -   | 60,0 | 2,7 | 0,2 | 0,2 | 0,2 | 2,1 |
| 1990-1991 | Notre Dame F. Irish | 32  | -  | 30,3 | 46,4 | -   | 63,2 | 7,0 | 1,7 | 0,6 | 0,6 | 7,9 |
| 1991-1992 | Notre Dame F. Irish | 31  | -  | 25,0 | 39,6 | 0,0 | 54,5 | 5,3 | 1,4 | 0,5 | 0,8 | 4,3 |
| Carriera  | Carriera            | 117 | 5  | 20,1 | 43,4 | 0,0 | 57,3 | 4,6 | 0,9 | 0,4 | 0,6 | 4,4 |

### NBA

#### Regular Season
| Anno      | Squadra         | PG | PT | MP   | TC%  | 3P% | TL%  | RP  | AP  | PRP | SP  | PP  |
| --------- | --------------- | -- | -- | ---- | ---- | --- | ---- | --- | --- | --- | --- | --- |
| 1993-1994 | Orlando Magic   | 11 | 0  | 2,9  | 44,4 | -   | -    | 0,5 | 0,1 | 0,0 | 0,0 | 0,7 |
| 1994-1995 | Orlando Magic   | 3  | 0  | 2,3  | 0,0  | -   | 50,0 | 1,0 | 0,0 | 0,0 | 0,0 | 0,3 |
| 1995-1996 | L.A. Clippers   | 34 | 1  | 9,0  | 44,4 | 0,0 | 69,2 | 1,5 | 0,1 | 0,1 | 0,3 | 2,4 |
| 1996-1997 | Milwaukee Bucks | 5  | 1  | 14,4 | 37,5 | -   | 12,5 | 1,8 | 0,2 | 0,4 | 0,2 | 1,4 |
| Carriera  | Carriera        | 53 | 2  | 7,8  | 42,9 | 0,0 | 55,6 | 1,3 | 0,1 | 0,1 | 0,2 | 1,8 |